# Lingodanahalli, Arsikere
Lingodanahalli là một làng thuộc tehsil Arsikere, huyện Hassan, bang Karnataka, Ấn Độ.